# أسترقة

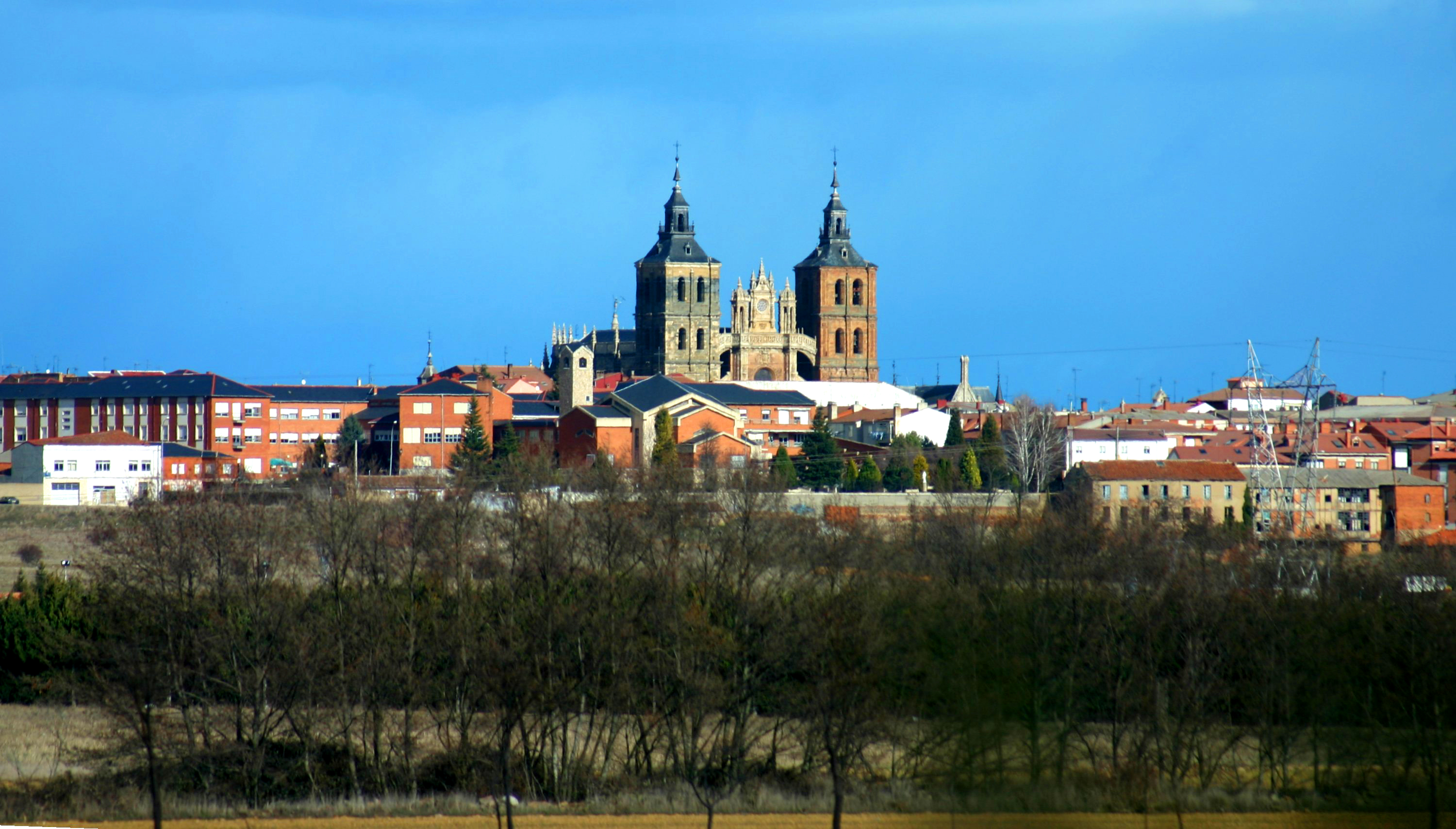
كاتدرائية سانتا ماريا في أسترقة

أستُرقة أو أشترقة هي بلدة في مقاطعة ليون, شمالي إسبانيا، وتقع على بعد 27 ميل جنوبي غرب عاصمة المقاطعة مدينة ليون, وفيها مجلس (دائرة (كوماركا)). سكانها حوالي 12,242 نسمة وفق إحصاء عام 2009، لذا فهي خامس أكثر الأماكن المأهولة بالسكان في مقاطعة ليون.

## توأمة
لأسترقة اتفاقيات توأمة مع كل من:
- ريوس
- مواساك [الإنجليزية]‏
- Clavijo [الإنجليزية]‏
- ماردة

## أعلام المدينة
- مانويل غارسيا برييتو، سياسي إسباني (1859-1938)